# 露珠杜鹃
露珠杜鹃（学名：Rhododendron irroratum ssp. irroratum）为杜鹃花科杜鹃花属下的一个亚种。